# Крађа беба у породилиштима
Крађа беба је назив за низ криминалних случајева отмице у Југославији и пост-југословенским државама, у којима су новорођенчад отимана из породилишта, а потом и продавана, углавном по иностранству.
Крађа беба се систематски спроводила почев од 1954, наставила 1990-их и касније, уз подршку криминалних елемената државне обавештајне службе УДБА-е. Родитељима је саопштавано да су им деца преминула али им тела беба никад нису показивана, нити указивано на место сахране.
За овај злочин нико никад није одговарао, нити је подигнута иједна оптужница. Претпоставља се да је за неколико деценија украдено и продато и до 100.000 новорођенчади.
У септембру 2021. први пут је разрешен неки случај крађе беба, у питању је породилиште у Крушевцу 1981. године.
Председник удружења Удружења родитеља несталих беба Србије, Владимир Чичаревић о овом проглему наводи „Толико је српских беба већ украдено да овај злочин, и по томе што се плански одвија, има све елементе геноцида. А нити у једној другој бившој републици СФРЈ се није догађала таква крађа као у Србији. И то у свих 67 породилишта, а први случај је пријављен у Крушевцу 1957. године. Један 84-годишњак ми је рекао да ћемо бити шокирани када сазнамо колико је деце украдено само у Крушевцу”.